# Ходзь (аул)
Хо́дзь (адыг. Фэдз, кабард.-черк. Хуэдз) — аул на юге Кошехабльского района Республики Адыгея России. Образует Ходзинское сельское поселение.
Расположен на левом берегу реки Ходзи, от которой получил своё имя.

### Курганы
Западная возвышенная часть аула имеет название адыг. Iошъхьэ́ пыра́ц — «лохматый курган», а восточная равнинная — адыг. Джа́стэ (фамилия). Курганы в восточной части аула называются адыг. Къузэ́нэкъо (этимология неясна), а курганы в юго-восточной части — адыг. Къэзэуа́т джапI — «место призыва к священной войне» (названо в связи с Ходзьским восстанием 1868 года) и адыг. Iошъхьац. Ещё один курган носит название адыг. Къэрэгъулы́пIэ Iуашъхь — «наблюдательный пункт сторожа», а родник, стекающий с него — адыг. ЛъэкIэпIа́щэ япсы́н — «родник кривоногих». В южной части аула есть курганы адыг. ПхъэзэшIо́дзэ Iошъхьэ́жъ — «Треножка», адыг. Хьахы́къо иIуа́шъхь — «Курган Хахука» и адыг. Хьащры́хъу иIуа́шъхь — «Курган Хашруха».

## История
На территории нынешнего аула существовало адыгское селение, разрушенное во время Кавказской войны. Первые послевоенные переселенцы (бесленеевцы) прибыли сюда из аула Джэзмыш (современный хутор Кизинка у станицы Баговской) в верховьях реки Ходзи. В 1848 (1851) году основан кабардинцами.
Официально аул был зарегистрирован в 1861 году.

## Население
| 2002  | 2010  | 2012  | 2013  | 2014  | 2015  | 2016  |
| ----- | ----- | ----- | ----- | ----- | ----- | ----- |
| 3026  | ↘2952 | ↘2893 | ↘2853 | ↗2858 | ↗2872 | ↘2810 |
| 2017  | 2018  | 2019  | 2020  | 2021  | 2023  | 2024  |
| ↘2809 | ↘2772 | ↘2750 | ↗2755 | ↗2867 | ↗2877 | ↗2895 |

Национальный состав аула по переписи населения 2010 года (из 2 952 проживающих в ауле, 2 938 указали свою национальность):
- адыгейцы — 2 888 чел. (98,30 %),
- русские — 26 чел. (0,88 %),
- черкесы — 16 чел. (0,54 %),
- кабардинцы — 8 чел. (0,27 %).

По данным Всероссийской переписи 2021 года:
| Народ               | Численность, чел. | Доля от всего населения, % |
| ------------------- | ----------------- | -------------------------- |
| адыги (черкесы)     | 2 803             | 97,77 %                    |
| русские             | 31                | 1,08 %                     |
| другие / не указано | 40                | 1,15 %                     |
| всего               | 2 867             | 100,0 %                    |

## Известные уроженцы
- Тхабисимов Умар Хацицович — основоположник адыгского профессионального музыкального искусства, народный артист РСФСР и Республики Адыгея, заслуженный деятель искусств РСФСР, лауреат государственной премии Республики Адыгеи, член Союза композиторов России.

## Улицы
| - Адыгейская - Беданокова - Гагарина - Горького - Грибоедова - Дзержинского - Жуковского | - Интернациональная - Кабардинская - Калинина - Кирова - Коммунистическая - Комсомольская - Краснооктябрьская | - Кутузова - Лабинская - Ленина - Лермонтова - Майкопская - Мамижева - Маяковского | - Мира - Мичурина - Молодёжная - Мостовая - Набережная - Нахимова переулок - Некрасова | - Первомайская - Пионерская - Плеханова - Победы - Подгорная - Пушкина - Речная | - Родниковая - Свердлова - Свободы - Советская - Суворова переулок - Тхабисимова - Ушакова | - Фадеева переулок - Чапаева - Широкая - Шовгенова |